# Distretto di Quiquijana
Il distretto di Quiquijana è uno dei dodici distretti della  provincia di Quispicanchi, in Perù. Si trova nella regione di Cusco.